# Fagersta (đô thị)
Đô thị Fagersta (tiếng Thụy Điển: Fagersta kommun) là một đô thị ở hạt Västmanland của Thụy Điển. Thủ phủ là thị xã Fagersta. Dân số thời điểm 31 tháng 12 năm 2000 là 12381 người.